# Diocesi di Ela
La diocesi di Ela (in latino Dioecesis Aelanitica) è una sede soppressa del patriarcato di Gerusalemme e una sede titolare della Chiesa cattolica.

## Storia
Ela, identificata con la città di Aqaba in Giordania, è un'antica sede vescovile della provincia romana della Palestina Terza nella diocesi civile d'Oriente. Faceva parte del patriarcato di Gerusalemme ed era suffraganea dell'arcidiocesi di Petra.
Diversi sono i vescovi noti di quest'antica sede episcopale. Pietro partecipò al concilio di Nicea nel 325, Berillo a quello di Calcedonia nel 451, e Paolo, discepolo di san Saba, firmò gli atti del sinodo convocato dal patriarca Pietro contro Antimo di Costantinopoli, sinodo che vide riuniti assieme i vescovi delle Tre Palestine. Michel Le Quien attribuisce a questa sede un altro vescovo di nome Paolo, menzionato nella vita di san Saba di Cirillo di Scitopoli; Vailhé tuttavia ritiene che sia stato solo un egumeno, e che sia l'omonimo che successivamente, una volta eletto vescovo, prese parte al concilio del 536. Un papiro datato alla fine del VI secolo riporta una lettera del vescovo Mosé figlio di Sergio, mentre al 630 è posto il vescovo Giovanni che trattò con i mussulmani la resa della città.
La regione di Ela era ricca di monasteri: ad un sinodo di Costantinopoli del 536 Giovanni, prete e monaco, firmò per tutti i monaci di Ela nella Palestina Terza (Aila tertiae Palaestinae); inoltre nel Sinai esisteva una laura di elioti, ossia provenienti da Ela.
Dal XIX secolo Ela è annoverata tra le sedi vescovili titolari della Chiesa cattolica; la sede è vacante dal 27 novembre 1978.

## Cronotassi

### Vescovi greci
- Pietro † (menzionato nel 325)
- Berillo † (menzionato nel 451)
- Paolo I ? † (menzionato nel 500 circa)
- Paolo II † (menzionato nel 536)
- Mosé † (fine VI secolo)
- Giovanni † (menzionato nel 630)

### Vescovi titolari
- Robert Seidenbusch, O.S.B. † (12 febbraio 1875 - 3 giugno 1895 deceduto)[4]
- Charles-Marie-Félix de Gorostarzu, M.E.P. † (10 dicembre 1907 - 27 marzo 1933 deceduto)
- Alois Hudal † (1º giugno 1933 - 13 maggio 1963 deceduto)
- Joseph-Marie Trịnh Văn Căn † (5 febbraio 1963 - 27 novembre 1978 succeduto arcivescovo di Hanoi)